# Haymana (district)

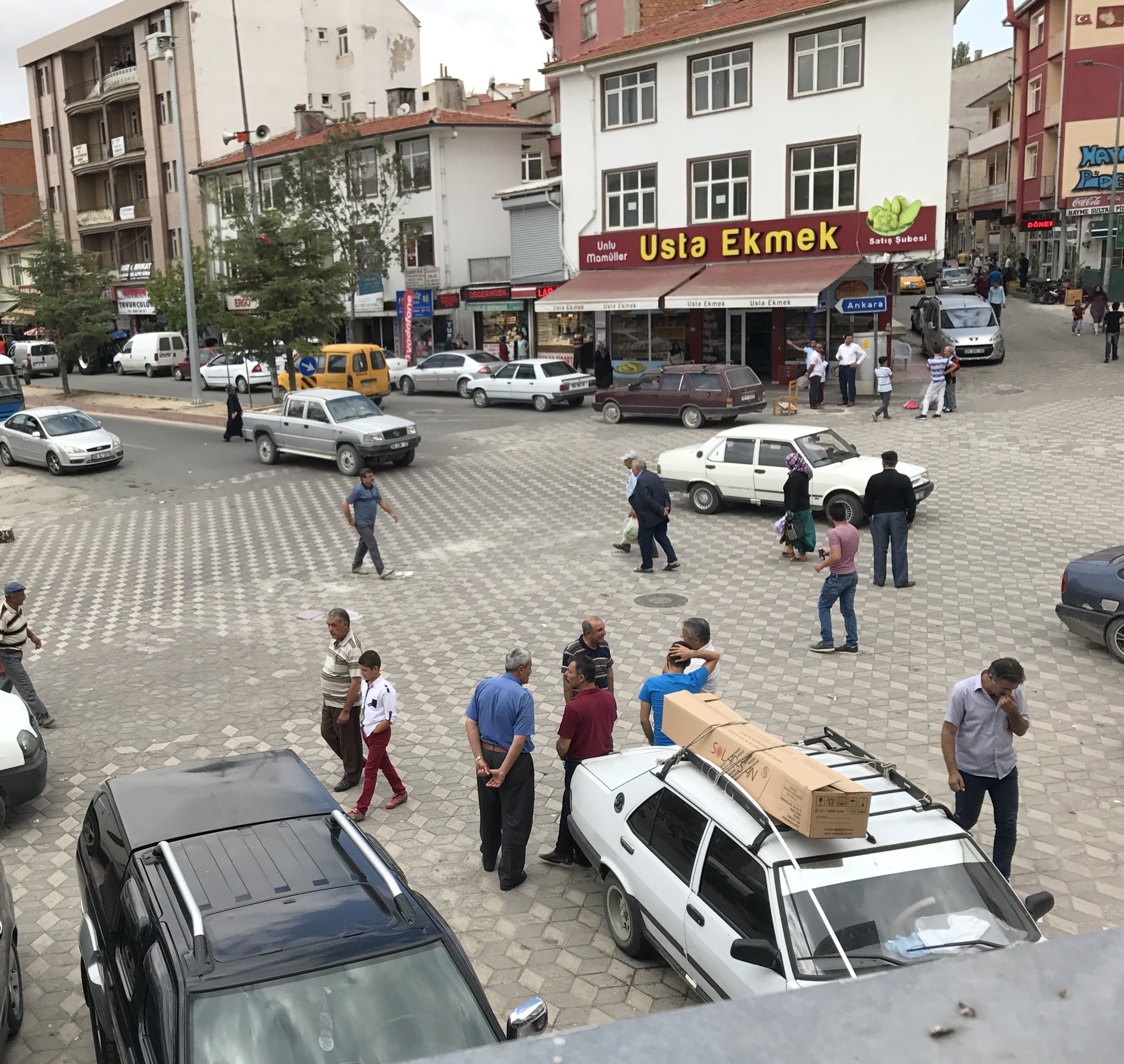
Het centrum van Haymana

Haymana is een Turks district in de provincie Ankara. Het district heeft een oppervlakte van 2983,6 km² en telde in 2021 ongeveer 27.000 inwoners, waarmee de bevolkingsdichtheid uitkwam op 9 inw./km². De hoofdplaats van het district is de gelijknamige stad Haymana (±7.700 inwoners), die vooral bekend staat om zijn hamams en mineraalwaterbronnen. 

## Etymologie
Het district is vernoemd naar Hayme Ana (moeder Hayme), de moeder van de stichter van de Ottomaanse dynastie Osman I. Volgens andere bronnen komt de naam "Haymana" van het woord "hayme", wat in het Perzisch "tent" betekent.

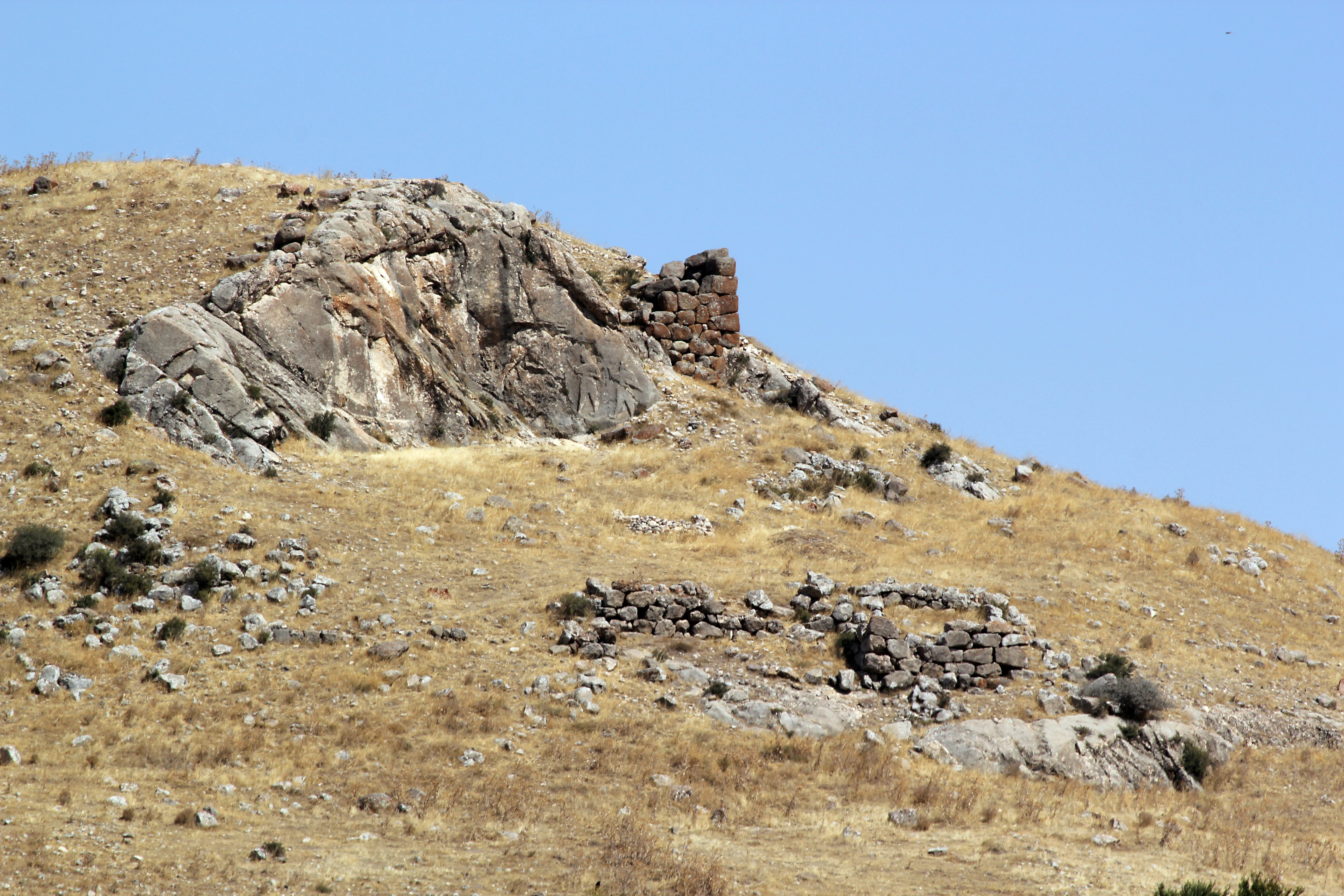
Gavurkale (vertaald: Berg der ongelovigen): Reliëf met Cyclopische muren, verdere muurfragmenten op de voorgrond

## Geschiedenis
Haymana is onderdeel geweest van de Hettitische, Frygische, Perzische, Galatische, Romeinse en Byzantijnse rijken. 
Archeologische opgravingen tussen 1938 en 1990 hebben Gâvur Kalesi blootgelegd. Het Hettitische fort ligt in de buurt van het dorp Dereköy. Andere tumuli, in de buurt van de dorpen Türkhöyük en Oyaca, laten zien dat het gebied al sinds de tijd van de Hettieten bewoond is.
Na de Romeinse en Byzantijnse overheersing viel Haymana in 1127 in handen van de Seljuks. Na de slag bij Köse Dağ maakte het tijdelijk deel uit van de Il-kanaat. Haymana werd in het midden van de 14e eeuw door de Ottomanen geannexeerd. Na de Slag bij Chaldiran in 1514 vestigden Koerdische stammen uit Oost-Anatolië en Irak zich in de regio. Na een korte heerschappij van de Timoeriden (Slag bij Ankara) in de 15e eeuw viel Haymana in 1521 terug naar de Ottomanen en bleef deel van het Ottomaanse Rijk tot de oprichting van de republiek Turkije in 1923. Van 23 augustus 1921 tot 13 september 1921 vond in de buurt van Haymana de Slag om Sakarya plaats, waarbij het Griekse leger uit Centraal-Anatolië teruggedreven werd.

## Geografie
Het district ligt in het zuiden van de provincie Ankara en heeft een oppervlakte van 2983,6 km², waarmee het net iets groter dan de Nederlandse provincie Groningen is. De Turkse hoofdstad Ankara ligt 72 km ten noorden van Haymana. Andere grote steden rondom Haymana zijn de stad Polatlı, die 42 km ten westen van Haymana ligt, terwijl de stad Gölbaşı ongeveer 50 km ten oosten ligt. Het district grenst in het oosten aan het district Balâ, in het noordoosten aan Gölbaşı, in het westen aan het district Polatlı en in het zuiden aan de districten Yunak, Kulu en Cihanbeyli van de provincie Konya.
| Aangrenzende gemeenten | Aangrenzende gemeenten | Aangrenzende gemeenten | Aangrenzende gemeenten | Aangrenzende gemeenten |
| ---------------------- | ---------------------- | ---------------------- | ---------------------- | ---------------------- |
| Polatlı                | Polatlı                | Yenimahalle            | Gölbaşı                | Gölbaşı                |
| Polatlı                |                        |                        |                        | Gölbaşı                |
| Polatlı                | Gölbaşı                |                        |                        |                        |
| Polatlı                | Bala                   |                        |                        |                        |
| Polatlı                | Yunak                  | Cihanbeyli             | Kulu                   | Bala                   |

Het hoogste punt is de berg Karacadağ, ten hoogte van 1724 meter, gevolgd door Mangaldağ (1436 meter) en Çaldağı (1351 meter). Er is 297,6 hectare aan landbouwgrond en relatief weinig bebossing.

## Bevolking
De bevolking van het district Haymana bestaat uit Turkmenen en Koerdische stammen die zich hier in de 12e, 16e, 17e en 19e eeuw hebben gevestigd. In de volkstelling van 1881 telde Haymana 23.356 inwoners, bestaande uit 23.328 moslims, 23 Grieken en 5 Armeniërs. Het districtscentrum was in 1880 het dorp Sivri, wat tegenwoordig onderdeel van Polatlı vormt. Na de stichting van de Republiek Turkije in 1923 nam het inwonersaantal van Haymana langzaam maar geleidelijk toe, totdat er in de periode 1952-1955 een provinciale herindeling plaatsvond en een aantal westelijke en zuidelijke dorpen aan respectievelijk Polatlı en Kulu werden toebedeeld. Vanaf 1960, toen er 44.931 inwoners werden geteld, groeide de bevolking tot een maximum van 60.823 personen in 1985. In de jaren zestig,  zeventig en tachtig kwamen veel jongens en jonge mannen naar West-Europa om er als gastarbeiders te werken. Het idee van deze gastarbeiders was toen om een paar jaar in deze Europese landen te werken om geld te verdienen en daarna weer terug te keren naar hun thuisland. Een groot deel bleef echter permanent in West-Europa wonen. Vanaf de tweede helft van jaren '80 van de twintigste eeuw werd de emigratie uit het district versneld: veel inwoners vertrokken naar grotere Turkse steden, vooral als gevolg van de werkloosheid en slechte toekomstperspectieven op het platteland. Ook vertrokken veel inwoners naar West-Europa als gevolg van gezinshereniging. Veel 'Haymanezen' wonen tegenwoordig in grotere steden in de provincie Ankara, zoals Ankara, Gölbaşı en Polatlı, maar ook in İzmir en Bursa. Bovendien kent het district Haymana een grote expatriatengemeenschap ('gurbetçiler') in West-Europa, bestaande uit voormalige gastarbeiders en hun nakomelingen. In Nederland, België, Duitsland en Oostenrijk wonen veel inwoners die oorspronkelijk uit de dorpen Şerefligökgöz (met name in Amsterdam), Karasüleymanlı, Kızılkoyunlu, Katrancı en Çeltikli komen. In Scandinavische landen, met name in Denemarken en Zweden, wonen daarentegen relatief veel inwoners uit de dorpen Bumsuz en Kerpiç. De migratie helpt te verklaren waardoor de bevolkingstoename in Haymana in recente decennia geringer was dan in de meeste steden in Anatolië (de bevolking van de stad was in 2000 nog 11.313 personen). De plattelandsbevolking is tussen 1985 en 2021 zelfs gehalveerd (van respectievelijk 52.484 naar 19.635 personen).
De bevolkingsontwikkeling van het district tussen 1881 en 2021 is weergegeven in onderstaande grafiek.
0p 1 januari 2019 telde het district Haymana 30.930 inwoners, waarvan 16.098 man en 14.832 vrouw. De geslachtsverhouding is 1085 mannen per 1000 vrouwen.

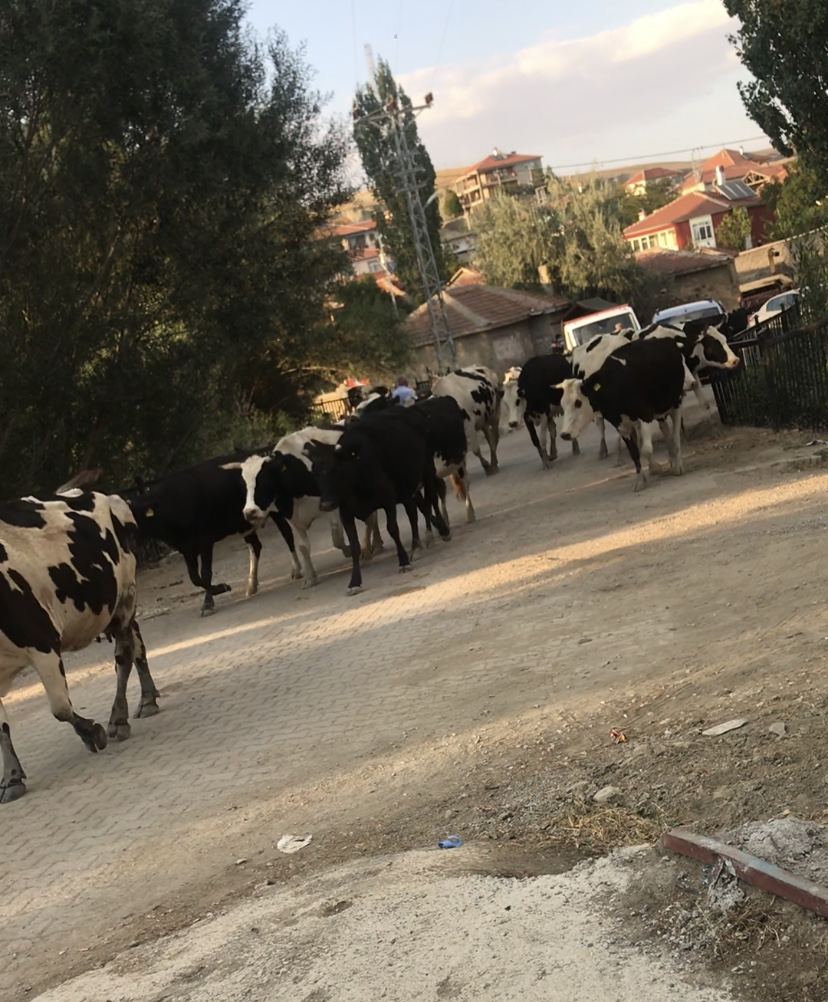
Een kudde koeien in het dorp Şerefligökgöz

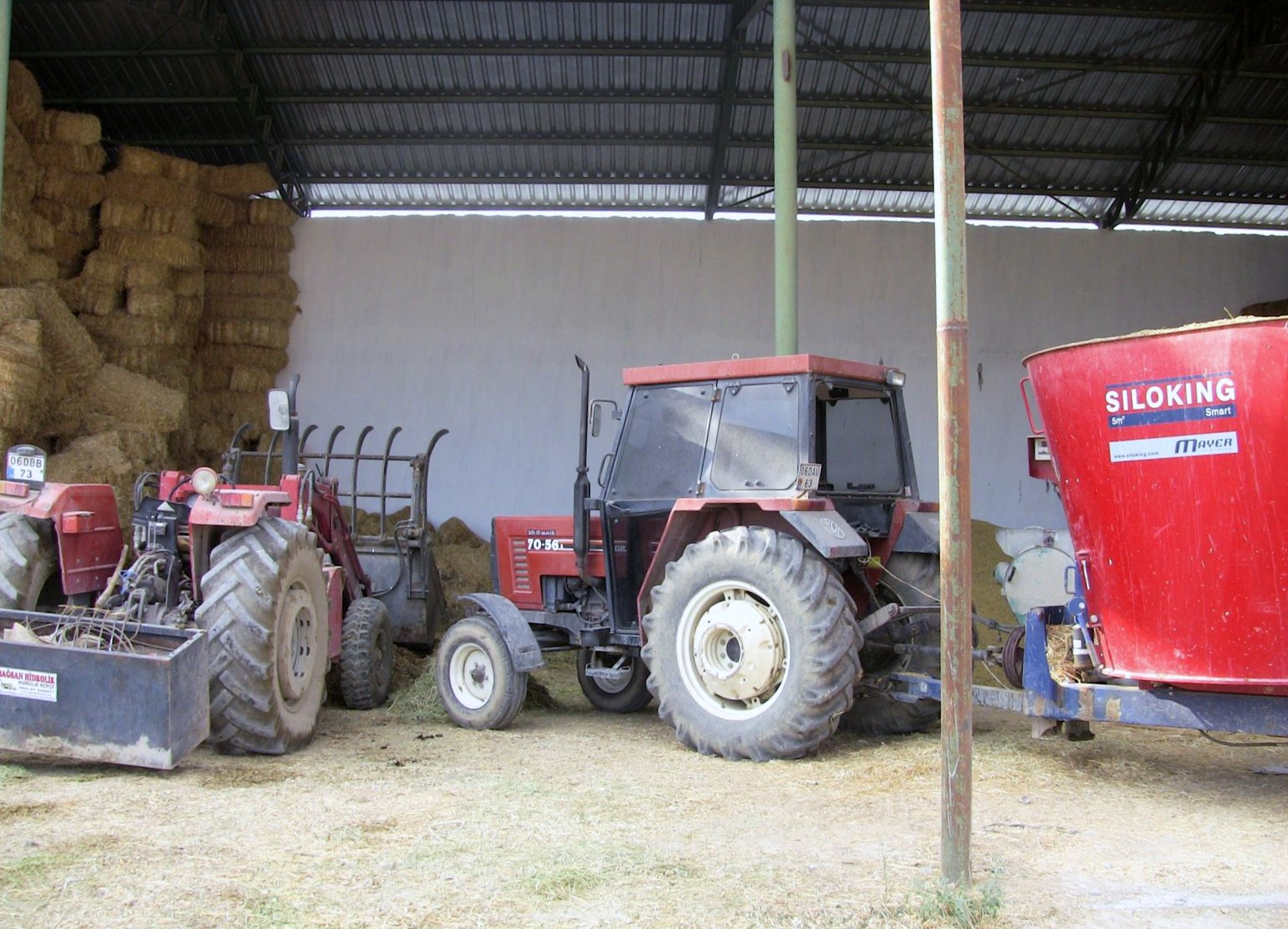
Tractor en hooibalen in Bostanhüyük

### Etnische groepen
Haymana kent een diverse bevolkingssamenstelling. De Centraal-Anatolische Koerden vormen een meerderheid in het district Haymana, terwijl de stad Haymana en nabijgelegen dorpen grotendeels door etnische Turken en Turkmeense stammen wordt bewoond. Ongeveer 40 tot 45 van de 78 dorpen en stadswijken in Haymana hebben een Koerdische bevolkingsmeerderheid. Ongeveer 35 van deze Koerdische dorpen worden door de Sêxbizinî-stam (Seyhbızın) bewoond. Deze dorpen worden 'Özköyler' (Sêxbizinî: Hoze) genoemd in de volksmond. De Seyhbızın/Sêxbizin wonen sinds de 16e eeuw in Haymana en komen oorspronkelijk uit de regio Bazan, wat hedendaags grote overlappingen vertoont met het Iraaks gouvernement Suleimaniya. Derhalve spreken de meeste Koerden in Haymana - in tegenstelling tot overige Koerden in Turkije - het Sêxbizinî als moedertaal, wat een dialect van het Zuid-Koerdisch/Pahlavanî is. Dit dialect is moeilijk wederzijds verstaanbaar met de andere Koerdische dialecten in Turkije, zoals het Kurmanji en het Zazaki en vertoont meer overeenkomsten met het Soranî en het Hewrami. In sommige dorpen langs de grens met Kulu en Cihanbeyli wordt wel Kurmanci gesproken, terwijl de jongere generatie vaak het Turks als moedertaal spreekt.
Naast een Koerdische bevolkingsmeerderheid woont er ook een grote Turkse minderheid (afstammelingen van onder andere Turkmeense, Yörük en Krim-Tataarse stammen) in de stad Haymana en in de nabijgelegen 20 tot 25 dorpen. De inwoners van de dorpen Ahırlıkuyu, Çayraz en Cingirli zijn nakomelingen van Nogai en Krim-Tataren die zich na de Krimoorlog (1853) in Anatolië vestigden. Het dorp Serinyayla (vroeger Çekirge geheten) is oorspronkelijk een 'Abdal'-nederzetting (alevitische Roma), terwijl de dorpen Devecipınarı en Kesikkavak in de 19e eeuw zijn gesticht door muhacir uit de Balkan, respectievelijk uit Bulgarije en Bosnië en Herzegovina. Sinds de Syrische Burgeroorlog wonen er ook naar schatting 700 Syrische vluchtelingen in het districtshoofdstad; in 2016 was dit aantal gezakt tot 475 personen, ongeveer 5% van de bevolking van de stad Haymana.

### Leeftijdsopbouw
Het district Haymana kampt in de 21ste eeuw met een intensieve ontgroening en een vergrijzing. Het aandeel 65-plussers in de totale bevolking groeide van 12,5% in 2017 naar 19,4% in 2022, terwijl het percentage 0 tot 15-jarigen is afgenomen tot 14,6%.
| Leeftijdsopbouw van het district Haymana tussen 2017 en 2022 | Leeftijdsopbouw van het district Haymana tussen 2017 en 2022 | Leeftijdsopbouw van het district Haymana tussen 2017 en 2022 | Leeftijdsopbouw van het district Haymana tussen 2017 en 2022 | Leeftijdsopbouw van het district Haymana tussen 2017 en 2022 |
| ------------------------------------------------------------ | ------------------------------------------------------------ | ------------------------------------------------------------ | ------------------------------------------------------------ | ------------------------------------------------------------ |
| Leeftijdscategorie                                           | Aantal (2017)                                                | %                                                            | Aantal (2022)                                                | %                                                            |
| 0-9 jaar                                                     | 3.398                                                        | 12,5                                                         | 2.413                                                        | 9,28                                                         |
| 10-19 jaar                                                   | 3.952                                                        | 14,5                                                         | 2.926                                                        | 11,25                                                        |
| 20-29 jaar                                                   | 3.424                                                        | 12,6                                                         | 3.210                                                        | 12,34                                                        |
| 30-39 jaar                                                   | 3.265                                                        | 12,0                                                         | 2.746                                                        | 10,56                                                        |
| 40-49 jaar                                                   | 3.336                                                        | 12,2                                                         | 3.257                                                        | 12,52                                                        |
| 50-59 jaar                                                   | 3.967                                                        | 14,5                                                         | 4.246                                                        | 16,32                                                        |
| 60-69 jaar                                                   | 3.393                                                        | 13,4                                                         | 4.007                                                        | 15,40                                                        |
| 70-79 jaar                                                   | 1.744                                                        | 6,4                                                          | 2.368                                                        | 9,10                                                         |
| 80+ jaar                                                     | 798                                                          | 2,9                                                          | 843                                                          | 3,24                                                         |
| totaal                                                       | 27.277                                                       | 100,0                                                        | 26.016                                                       | 100,00                                                       |

De gemiddelde leeftijd van de bevolking bedraagt ongeveer 38 jaar. 

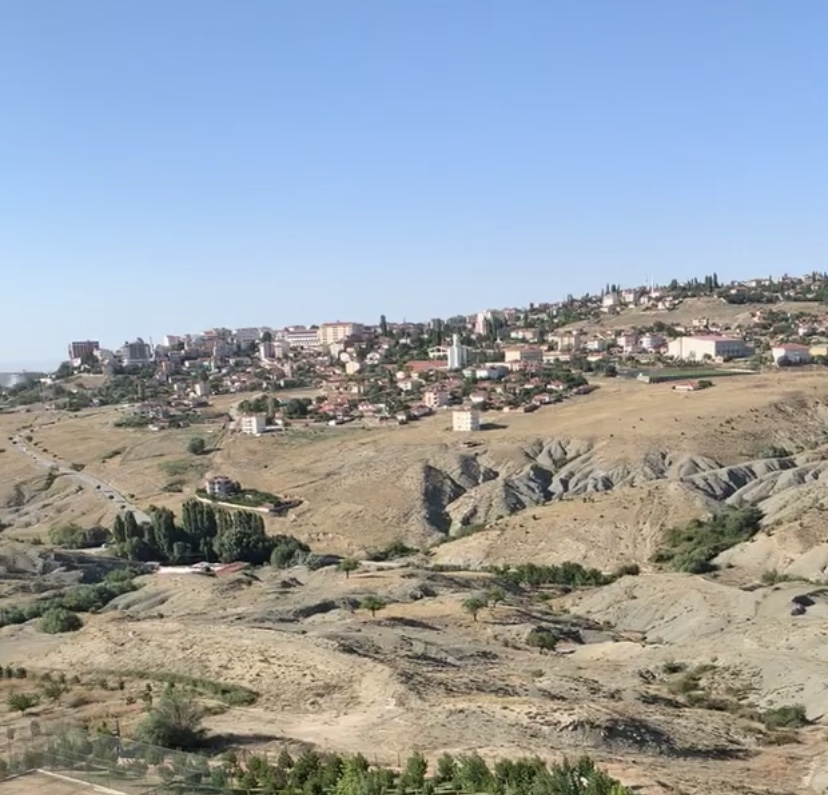
Uitzicht op de stad Haymana

## Politiek

### Burgemeesters
Sinds 2019 is  Özdemir Turgut van de AK-partij de burgemeester van Haymana.
| Jaar | Naam           | Partij |
| ---- | -------------- | ------ |
| 1984 | Mustafa Namal  | ANAP   |
| 1989 | Mustafa Namal  | DYP    |
| 1994 | Bünyamin Adacı | ANAP   |
| 1999 | Mustafa Namal  | FP     |
| 2004 | Bünyamin Adacı | DYP    |
| 2009 | Hacı Aysu      | AKP    |
| 2014 | Özdemir Turgut | DP     |
| 2019 | Özdemir Turgut | AKP    |

## Nederzettingen
Het district Haymana bestaat uit de stad Haymana (bestaande uit 6 stadswijken) en 72 nabijgelegen dorpen (sinds 2013 ook stadswijken, oftewel mahalleler genoemd in het Turks). Het inwonersaantal van deze 'mahalleler' is per 31 december 2017.
| - Ahırlıkuyu (65 inwoners) - Aktepe, voorheen Alaçık (103 inwoners) - Alahacılı (309 inwoners) - Altıpınar (629 inwoners) - Ataköy (602 inwoners) - Bahçecik (249 inwoners) - Balçıkhisar (550 inwoners) - Boğazkaya (73 inwoners) - Bostanhüyük (188 inwoners) - Bumsuz (597 inwoners) - Büyükkonak (116 inwoners) - Büyükyağcı (186 inwoners) - Cihanşah (247 inwoners) - Cingirli (22 inwoners) - Culuk (399 inwoners) - Çalış (412 inwoners) - Çatak (332 inwoners) - Çayraz (156 inwoners) | - Çeltikli (238 inwoners) - Demirözü (369 inwoners) - Dereköy (160 inwoners) - Deveci (222 inwoners) - Devecipınarı (27 inwoners) - Durupınar (185 inwoners) - Durutlar (108 inwoners) - Emirler (651 inwoners) - Esenköy (116 inwoners) - Eskikışla (130 inwoners) - Evci (116 inwoners) - Evliyafakı (236 inwoners) - Gedik (116 inwoners) - Güzelcekale (130 inwoners) - İncirli (81 inwoners) - Karahoca (234 inwoners) - Karaömerli (147 inwoners) - Karapınar (218 inwoners) | - Karasüleymanlı (211 inwoners) - Katrancı (317 inwoners) - Kavakköy (268 inwoners) - Kerpiç (842 inwoners) - Kesikkavak (37 inwoners) - Kızılkoyunlu (233 inwoners) - Kirazoğlu (172 inwoners) - Kutluhan (267 inwoners) - Küçükkonakgörmez (36 inwoners) - Küçükyağcı (58 inwoners) - Saatli (121 inwoners) - Sarıdeğirmen (194 inwoners) - Sarıgöl (262 inwoners) - Sazağası (103 inwoners) - Serinyayla (170 inwoners) - Sırçasaray (198 inwoners) - Sinanlı (726 inwoners) - Soğulca (129 inwoners) | - Söğüttepe (57 inwoners) - Şerefligöközü (260 inwoners) - Tabaklı (74 inwoners) - Tepeköy (333 inwoners) - Toyçayırı (212 inwoners) - Türkhüyük (51 inwoners) - Türkşerefli (196 inwoners) - Yamak (151 inwoners) - Yaprakbayırı (308 inwoners) - Yaylabeyi (90 inwoners) - Yenice, ook wel bekend als Sindiren (1.964 inwoners) - Yeniköy (217 inwoners) - Yergömü (133 inwoners - Yeşilköy (294 inwoners) - Yukarısebil (337 inwoners) - Yurtbeyli (594 inwoners) |

Centrale districtsplaats (İlçe Merkezi): Haymana
Dorpen (Köyler):
Ahırlıkuyu · Aktepe · Alahacılı · Altıpınar · Ataköy · Bahçecik · Balçıkhisar ·  Boğazkaya · Bostanhüyük · Bumsuz · Büyükkonak · Büyükyağcı · Cihanşah · Cingirli · Culuk · Çalış · Çatak · Çayraz · Çeltikli ·  Demirözü · Dereköy · Deveci · Devecipınarı · Durupınar  · Durutlar  · Emirler · Esen · Eskikışla · Evci · Evliyafakı · Gedik · Gültepe · Güzelcekale · İncirli · Karahoca  · Karaömerli  · Karapınar  · Karasüleymanlı  · Katrancı · Kavakköy · Kerpiçköy · Kesikkavak · Kızılkoyunlu · Kirazoğlu · Kutluhan · Küçükkonak · Küçükyağcı · Saatli · Sarıdeğirmen · Sarıgöl · Sazağası · Serinyayla · Sırçasaray · Sinanlı · Sındıran · Soğulca · Söğüttepe · Şerefligökgöz · Tabaklı · Tepeköy · Toyçayırı · Türkhüyük · Türkşerefli · Yamak · Yaprakbayırı · Yaylabeyi · Yeniköy · Yergömü · Yeşilköy  · Yeşilyurt · Yukarısebil · Yurtbeyli